# Communauté de communes du Pays de Morlaàs
La communauté de communes du Pays de Morlaàs est une ancienne communauté de communes française, située dans le département des Pyrénées-Atlantiques et la région Nouvelle-Aquitaine.
Depuis le 1er janvier 2017, elle est intégrée à la communauté de communes du Nord-Est Béarn.
La transformation en communauté de communes de la structure antérieure est intervenue le 22 novembre 1999, sous le nom de communauté de communes des Luy, Gabas, Souye et Lées. La communauté de communes prend sa dénomination actuelle par arrêté préfectoral du 2 juillet 2012.

## Composition
La communauté de communes regroupe 28 communes :
| Code Insee | Commune                | Maire                 | Population  | Superficie | Densité        | Délégués |
| ---------- | ---------------------- | --------------------- | ----------- | ---------- | -------------- | -------- |
| 64002      | Abère                  | Claude Conte-Hourticq | 142 hab.    | 581 ha     | 24,4 hab./km2  |          |
| 64021      | Andoins                | Isabelle Lahore       | 620 hab.    | 1 222 ha   | 50,7 hab./km2  |          |
| 64027      | Anos                   | Patrick Yacger        | 185 hab.    | 179 ha     | 103,4 hab./km2 |          |
| 64053      | Arrien                 | Martine Loustau       | 121 hab.    | 446 ha     | 27,1 hab./km2  |          |
| 64089      | Baleix                 | Vincent Roustaa       | 123 hab.    | 647 ha     | 19,0 hab./km2  |          |
| 64095      | Barinque               | Bernard Buron         | 562 hab.    | 900 ha     | 62,4 hab./km2  |          |
| 64103      | Bédeille               | Renaud Deboaisne      | 194 hab.    | 385 ha     | 50,4 hab./km2  |          |
| 64114      | Bernadets              | Gérard Soulier        | 504 hab.    | 368 ha     | 137 hab./km2   |          |
| 64152      | Buros                  | Thierry Carrère       | 1 734 hab.  | 1 381 ha   | 125,6 hab./km2 |          |
| 64208      | Escoubès               | Monique Minvielle     | 299 hab.    | 644 ha     | 46,4 hab./km2  |          |
| 64211      | Eslourenties-Daban     | Jean-Louis Guilloux   | 219 hab.    | 506 ha     | 43,3 hab./km2  |          |
| 64212      | Espéchède              | Jean-Claude Granget   | 153 hab.    | 932 ha     | 16,4 hab./km2  |          |
| 64227      | Gabaston               | Philippe Palengat     | 599 hab.    | 1 273 ha   | 47,1 hab./km2  |          |
| 64262      | Higuères-Souye         | Yolande Coustet       | 266 hab.    | 735 ha     | 36,2 hab./km2  |          |
| 64338      | Lespourcy              | Éric Nouny            | 152 hab.    | 709 ha     | 21,4 hab./km2  |          |
| 64346      | Lombia                 | Bernard Cacheiro      | 198 hab.    | 763 ha     | 26,0 hab./km2  |          |
| 64370      | Maucor                 | Robert Carter         | 499 hab.    | 492 ha     | 101,4 hab./km2 |          |
| 64405      | Morlaàs                | Dino Forte            | 4 204 hab.  | 1 315 ha   | 319,7 hab./km2 |          |
| 64438      | Ouillon                | Véronique Pommiès     | 420 hab.    | 638 ha     | 65,8 hab./km2  |          |
| 64465      | Riupeyrous             | Alban Lacaze          | 165 hab.    | 481 ha     | 34,3 hab./km2  |          |
| 64470      | Saint-Armou            | Fernand Cerdan        | 580 hab.    | 1 238 ha   | 46,8 hab./km2  |          |
| 64472      | Saint-Castin           | Arthur Finzi          | 805 hab.    | 700 ha     | 115,0 hab./km2 |          |
| 64482      | Saint-Jammes           | Christian Casteran    | 636 hab.    | 405 ha     | 157,0 hab./km2 |          |
| 64488      | Saint-Laurent-Bretagne | François Barbé        | 421 hab.    | 1 059 ha   | 39,8 hab./km2  |          |
| 64507      | Saubole                | Bernard Lasserre      | 112 hab.    | 510 ha     | 22,0 hab./km2  |          |
| 64516      | Sedzère                | Lucien Larroze        | 399 hab.    | 1 259 ha   | 31,7 hab./km2  |          |
| 64520      | Serres-Morlaàs         | Stéphane Pedeboy      | 685 hab.    | 419 ha     | 163,5 hab./km2 |          |
| 64544      | Urost                  | François Puyoulet     | 59 hab.     | 233 ha     | 25,3 hab./km2  |          |
|            |                        |                       | 15 056 hab. | 20 420 ha  | 73,7 hab./km2  | 45       |

## Compétences
1. Aménagement de l'espace ;
2. Développement économique ;
3. Protection et mise en valeur de l'environnement (dont service public d'assainissement non public) ;
4. Politique du logement et du cadre de vie ;
5. Financement du Service départemental d'incendie et de secours.